# ميس ناعم
ميس ناعم (الاسم العلمي: Celtis laevigata) هو نوع نباتي يتبع جنس الميس من فصيلة القنبية.